# Duguetia longicuspis
Duguetia longicuspis este o specie de plante angiosperme din genul Duguetia, familia Annonaceae, descrisă de George Bentham. Conform Catalogue of Life specia Duguetia longicuspis nu are subspecii cunoscute.